# Чехословацкое морское пароходство
Чехословацкое морское пароходство (чеш. Československá námořní plavba) — государственная судоходная компания Чехословакии, основанная в 1959 году. Просуществовала до 1994 года.

## История

### Суда Первой Чехословацкой Республики
Корабли под флагом Первой республики отправились в плавание уже в 20-х годах. Первым таким кораблём стала шхуна Kehrwieder. По Версальскому мирному договору и Барселонской декларации было разрешено использовать на торговых судах флаги государств, не имеющих выхода к морю. Этот договор был ратифицирован Чехословакией в 1924 году. Был заключён договор с Веймарской республикой об аренде портов Гамбург (район Молдаухафен) и Штеттин.
Первая Чехословацкая республика отправила офицеров на обучение в Югославию. Под флагом республики ходили корабли, которые принадлежали компании Baťa или некоторым иностранным компаниям. К началу Второй мировой войны у Чехословакии имелось около 80 профессиональных офицеров.

### Создание государственного предприятия
18 сентября 1953 года было создано акционерное общество Čechofracht, предшественник Чехословацкого пароходства. Вскоре после этого изменилось состояние внешнеторгового предприятия, в чьи обязанности входило также морское судоходство и торговля.
В феврале 1959 года указом министерства торговли Чехословакии было создано Чехословацкое морское пароходство. Первый рейс торговые корабли под флагом Чехословакии выполнили в апреле 1959 года.
Так как Чехословакия не имела выхода к морю, корабли строились в портах Польши, Югославии, Болгарии или Японии. Чехословацкие корабли торговали с Китаем и Кубой, но с США торговля не велась. Товары чехословацкой промышленности распространялись по всему миру. В 1984 году у Чехословакии было 14 судов: Košice, Vítkovice, Blaník, Sitno, Radhošť, Kriváň, Praha, Mír, Bratislava, Třinec, Orlík, Slapy, Lipno и Ostrava.

## Упразднение компании
В 1992 году компанию приватизировали. Спустя два года название компании изменили на Чехословацкий морской круиз. В 1995 году главным акционером компании стала Stratton Investments.
Чешские и словацкие моряки продолжают работать под руководством бывших дочерних компаний ČNP, особенно под C.O.S. — Crew Management. Сейчас в общей сложности у этих компаний насчитывается около 15 судов.

## Флот
| Год  | Имя          |
| ---- | ------------ |
| 1959 | Republika I. |
| 1959 | Julius Fučík |
| 1959 | Lidice       |
| 1959 | Mír I.       |
| 1959 | Dukla        |
| 1959 | Ostrava      |
| 1959 | Orava I.     |
| 1959 | Kladno       |
| 1960 | Orlík I.     |
| 1960 | Pionýr       |
| 1961 | Slapy I.     |
| 1961 | Odra         |
| 1961 | Labe I.      |
| 1963 | Jiskra       |